# Theben (Lasker-Schüler)
Theben ist ein Buch von Else Lasker-Schüler, es wurde um 1923 geschrieben.
Hauptperson und der Mittelpunkt ist Prinz Jussuf von Theben.
Die einzigartige Kombination von Gedichten und Bildern in diesem Buch, der Text-Bild-Zyklus der doppelbegabten Künstlerin bildet aus zehn ihrer Gedichte in faksimilierter Handschrift – darunter »Ein alter Tibetteppich« und »Mein Volk« – mit eigens hierfür von ihr geschaffenen Zeichnungen ein neues, faszinierendes Ganzes, in dessen Zentrum ihr poetisches alter ego, Prinz Jussuf von Theben, steht.
Jedes Exemplar kolorierte sie eigenhändig, ein jedes ist folglich ein Unikat. Eine Neuauflage des Bandes ist 2002 erschienen.

## Bibliographie
- Else Lasker-Schüler: Theben. Gedichte und Lithographien. Querschnitt-Verlag, Frankfurt am Main/ Berlin 1923, DNB 580516687.
- Else Lasker-Schüler: Theben. Gedichte und Bilder. hrsg. und mit einem Nachwort von Ricarda Dick. Jüdischer Verlag, Frankfurt am Main 2002, ISBN 3-633-54177-2.